# The Silent Partner
The Silent Partner (Testigo silencioso en España) es una película canadiense de 1978 dirigida por Daryl Duke.
Fue la primera película producida por Carolco Pictures, una de las pocas películas que tienen una banda sonora compuesta por Oscar Peterson y una de las primeras apariciones en la pantalla grande de John Candy.
Es un remake de la película danesa Tænk På et tal de 1969, escrita y dirigida por Palle Kjærulff-Schmidt. Ambas se basan en la novela homónima del escritor danés Anders Bodelsen.

## Argumento
Miles Cullen (Elliott Gould) es un aburrido contable de un pequeño banco en un gran centro comercial de Toronto, que descubre accidentalmente que su lugar de trabajo está a punto de ser atracado a mano armada.
En lugar de informar a sus jefes o ponerse en contacto con la policía, Miles esconde el dinero de la mayoría de las transacciones de su ventanilla y, como resultado, cuando se produce el atraco, el botín es mucho menor de lo que de la policía y el banco creen.
Debido a la gran cobertura mediática del suceso, el atracador, un psicópata llamado Harry Reikle (Christopher Plummer), se percata del engaño y comienza a acosar a Miles para conseguir el dinero.